# Phil Zevenbergen
Phillip John "Phil" Zevenbergen (ur. 13 kwietnia 1964 w Seattle) – amerykański koszykarz, występujący na pozycji środkowego.

## Osiągnięcia
College
- Uczestnik turnieju NCAA (1986)
- Zaliczony do składów:
  - NCAA All-Pac-10 First Team (1987)[1]
  - NWAACC Tournament All-Star Team (1985)[2]

Drużynowe
- Mistrz Macedonii (1997)[3]

Indywidualne
- Uczestnik meczu gwiazd PLK (1999)[4]